# Bogati otac siromašni otac
Bogati otac siromašni otac je knjiga koju su 1997. napisali Robert Kijosaki i Šeron Lehter. Ono skreće pažnju na to koliko je finansijska edukacija bitna. Finansijska nezavisnost i sticanje bogatstva kroz ulaganja u neka sredstva, ulaganja u nekretnine,pokretanje i vođenje poslova, i u istom trenutku povećavati svoju finansijsku inteligenciju da bi poboljšali posao i svoju finansijsku sposobnost. Robert Kijosaki je najpoznatiji po njegovoj knjizi bogati otac siromašni otac, bestseler Njujork tajmsa. Robert je nastavio knjigu sa Kvadrant novčanog toka bogatog oca i Vodič bogatog oca u investicije. Objavio je najmanje desetak knjiga.
Bogati otac siromašni otac je napisan u stilu parabole. Vezano je za Kijosakijev život. Titular bogati otac je zapravo otac od njegovog prijatelja koji je stekao bogatstvo pomoću preduzetništva i pametnih investicija, dok naziv siromašnog oca navodi da je to Kijosakijev otac koji je radio puno ceo svoj život ali nikada nije imao finansijsku sigurnost. 
Niko nije dokazao da je "Bogati otac", čovek koji je navodno rekao Robertu njegove savete za življenje lagodnog života, ikada postojao. Niti je iko dokumentirao neko veliko bogatstvo koje je Kijosaki stekao pre publikacije Bogatog oca siromašnog oca 1997.

## Utisak

### Pohvale i podrška
Bogati otac siromašni otac prodao se u preko 32 miliona primeraka na više od 50 jezika u više od 109 zemalja, bio je na listi bestselera Njujork tajmsa tokom šest godina, lansirao je seriju knjiga i srodnih proizvoda; i dobio pozitivne kritike od nekih kritičara. Voditeljica američkog šou-a i medijski moćnik Opra Vinfri podržala je knjigu u svom nastupu. Druga slavna ličnost koja je pružila podršku je glumac Vil Smit, koji je rekao da je učio svog sina o finansijskoj odgovornosti čitajući knjigu. Javna televizijska stanica KOCE emitovala je 2006. godine 55-minutnu prezentaciju Roberta Kiiosakija pod nazivom "Vodič za bogatstvo", koja suštinski rezimira njegovu knjigu Bogati otac siromašni otac. Ta stanica je takođe 2005. godine odlikovala Roberta Kiiosakija sa izvrsnošću u obrazovanju. Donald Tramp je 2006. godine obavio literarnu saradnju s Kiiosakijem pod nazivom Zašto želimo da budete bogati, dvoje ljudi jedna poruka i druga knjiga koja se zove Zašto se neki preduzetnici obogaćuju - a zašto većina njih ne u 2011. godini. Američki modni preduzetnik i investitor Dajmond Džon ovu knjigu nazvao je jednom od svojih omiljenih. Američki reper Big K.R.I.T. napisao je pesmu pod nazivom "Bogati otac siromašni otac" iako nije imao veze sa knjigom.

### Kritika
Džon Rid, kritičar Roberta Kiiosakija, kaže: "Bogati otac, siromašni otac sadrži mnogo pogrešnih saveta, mnogo loših saveta, opasnih saveta i praktično nikakvih dobrih saveta." Takođe kaže: "Bogati otac, siromašni otac je jedna od najglupljih knjiga o finansijskim savetima koje sam ikada pročitao. Sadrži mnogo činjeničnih grešaka i brojne krajnje neverovatne izveštaje o događajima koji su se navodno dogodili.". Recenzent Rob Valker nazvao je knjigu punom gluposti i rekao da su Kijosakijeve tvrdnje često nejasne, kao i da je veliki deo knjige "ploča za samopomoć". Takođe kritikuje zaključke Kijosakija o Amerikancima, američkoj kulturi i Kijosakijevim metodama.

## Uspeh u objavljivanju
Knjiga je prvobitno samostalno objavljena 1997. godine, pre nego što je objavljena i komercijalno i postala bestseler Njujork tajmsa. Od tada je prodato u preko 32 miliona primeraka. U svojoj audio knjizi Odaberi da budeš bogat, Kijosaki je rekao da ga je svaki izdavač odbio. Usredsređuje se na razgovore u radio emisijama, od kojih je najveći uticaj na prodaju knjiga imao šou Opre Vinfri. Aprila 2017. u čast dvadesetogodišnjice objavljeno je novo izdanje knjige Bogati otac, siromašni otac, a u predgovoru za ovo izdanje Robert T. Kijosaki tvrdi da je 40 miliona primeraka knjige prodato širom sveta.

## Spoljašnje veze
- Zvanični sajt Roberta Kijosakija